# Ben Wang

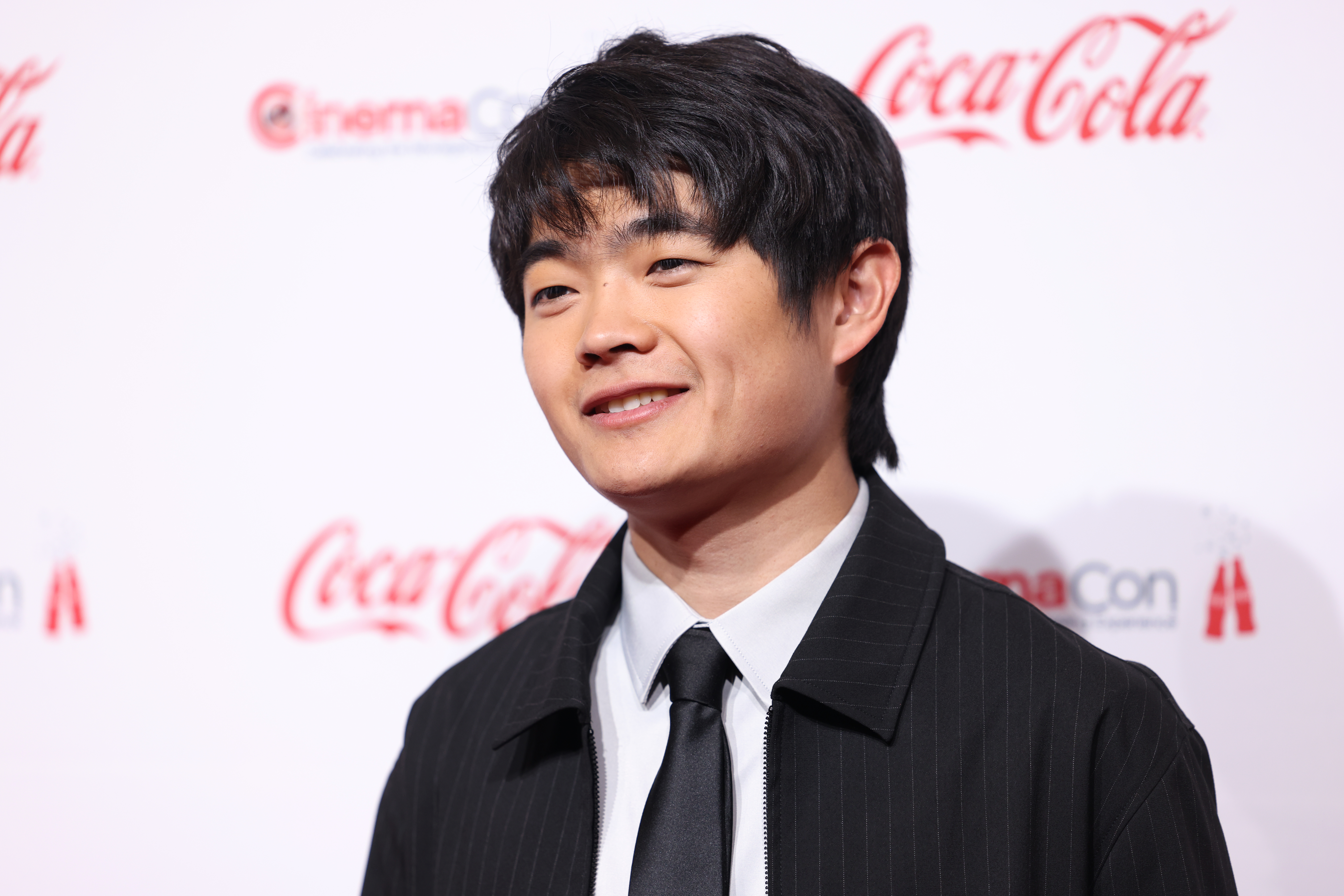
Ben Wang na CinemaCon 2025

Ben Wang (Pequim, 1º de janeiro de 2000) é um ator norte-americano. É mais conhecido por interpretar Jin Wang na série American Born Chinese (2023) e Li Fong em Karatê Kid: Lendas (2025). Em 2026, interpretará Wyatt Callow no filme The Hunger Games: Sunrise on the Reaping, da franquia Jogos Vorazes.

## Biografia
Ben Wang nasceu em Pequim, na China, e mudou-se para os Estados Unidos aos seis anos de idade. Cresceu em Northfield, Minnesota, dividindo seu tempo entre a casa da mãe e a dos avós. Ele se formou em teatro musical pela Universidade de Nova York.
Durante os tempos de escola, Ben Wang praticava Taekwondo. Para o filme Karate Kid: Lendas, treinou um pouco de Kung Fu e Karatê. Hoje, dedica-se ao Wing Chun. Segundo o próprio ator, sua vontade de treinar artes marciais surgiu após assistir ao filme Karate Kid (2010), no qual Jackie Chan ensina kung fu, embora o título sugira karatê.

## Carreira
Wang fez sua estreia na televisão em 2021, com participações em MacGyver, Launchpad e The Last O.G.. No mesmo ano, também apareceu em Search Party.
Sua estreia no cinema ocorreu em 2022, no filme Sex Appeal. Em 2023, interpretou Bo em Chang Can Dunk e também atuou em Sight. No mesmo ano, ganhou notoriedade por seu papel como Jin Wang na série American Born Chinese, produzida pelo Disney+.
Em 2024, foi anunciado como protagonista do filme Karatê Kid: Lendas, atuando ao lado de Jackie Chan e Ralph Macchio. O processo de seleção envolveu mais de 10 mil candidatos em uma busca mundial.
Em 2025, foi escalado para viver Wyatt Callow no filme The Hunger Games: Sunrise on the Reaping, previsto para estrear em novembro de 2026.

## Filmografia

### Cinema
- 2022 – Sex Appeal – Franklin
- 2023 – Chang Can Dunk – Bo
- 2023 – Sight – Young Ming
- 2024 – Mean Girls – Jacob Zheng
- 2025 – Karatê Kid: Lendas – Li Fong
- Em pós-produção – The Long Walk – Hank Olson
- 2026 – The Hunger Games: Sunrise on the Reaping – Wyatt Callow

### Televisão
- 2021 – MacGyver – Eli Brown (episódio: "Banh Bao + Sterno + Drill + Burner + Mason")
- 2021 – Launchpad – Gang (episódio: "Dinner Is Served")
- 2021 – The Last O.G. – Oliver (episódio: "Smush")
- 2022 – Search Party – Intern (episódio: "Acts of the Apostles")
- 2023 – American Born Chinese – Jin Wang (8 episódios)